# Krenta
Krenta (en serbe cyrillique : Крента) est un village de Serbie situé dans la municipalité de Knjaževac, district de Zaječar. Au recensement de 2011, il comptait 67 habitants.

## Démographie
| 1948 | 1953 | 1961 | 1971 | 1981 | 1991 | 2002 | 2011 |
| ---- | ---- | ---- | ---- | ---- | ---- | ---- | ---- |
| 608  | 616  | 573  | 388  | 301  | 178  | 137  | 67   |

|  |